# Call Me Alma – Tagebuch einer Hure
Call Me Alma – Tagebuch einer Hure ist ein philippinischer Dramafilm aus dem Jahr 2023. Die Hauptrollen spielten Jaclyn Rose und Azi Acosta in der Titelrolle. Regie führte Mac Alejandre.
Im Film trifft eine junge Prostituierte eine Frau, die behauptet ihre Mutter und ebenfalls eine Prostituierte zu sein. Die beiden Frauen kommen sich näher.

## Handlung
Das Jahr 1999 – Die 22-jährige Alma arbeitet als Call-Girl-Prostituierte in der philippinischen Hauptstadt Manila. Im Gegensatz zu den meisten ihrer Kolleginnen verwendet die selbstbewusste Frau ihren realen Namen, sieht ihre Arbeit als Berufung und steht zu ihm. Sie arbeitet primär in der Bar Brown Sugar und lebt von drei Stammkunden – Mr. Lopez / Tiger Joe, der Rollenspiele und Gewalt liebt; Mr. JC, der beim Sex immer zu früh kommt und dem Teenager Miguel, der in sie verliebt ist und für sie zu einem Freund geworden ist.
Als Alma eines Abends mit Miguel durch die Straßen läuft, begegnet sie zufällig einer Frau namens Sheila, die sich ihr als ihre Mutter vorstellt. Sheila behauptet, dass sie einst selbst ein Call-Girl war, schwanger wurde und Alma als Kind verkaufte, da sie anders nicht überleben konnte. Alma entzieht sich Sheila, auch da sie ihr nicht glaubt. Wenig später trifft sie sie wieder, doch Sheila erkennt sie nicht. Im Krankenhaus wird bei ihr Alzheimer im Frühstadium diagnostiziert. Sheila bittet Alma mit ihr zu kommen, um Almas Vater zu finden. Schließlich stimmt Alma zu.
Alma und Sheila machen sich mit dem Bus auf den Weg nach Bataan, wo sie mit der Suche beginnen wollen. Sheilas fortschreitendes Alzheimer wird zu immer mehr zu einer Belastung für die Beziehung der beiden, da Sheila oft völlig die Orientierung verliert. Zwischenzeitlich bezweifelt Alma, dass der Mann namens Badong, der ihr Vater sein soll, überhaupt existiert. In den Momenten der Unklarheit offenbaren sich oft biografische Details.
Sheila als Kind von ihrer Mutter schwer misshandelt und im Alter von 15 Jahren von deren Lebensgefährten vergewaltigt und anfing Sheila an Männer zu verkaufen. So wurde Sheila zu einer Prostituierten. Als Sheila schließlich schwanger wurde gab sie das Kind weg, da sie Angst vor sich selbst hatte und verhindern wollte, dass ihre Tochter ebenfalls in ein Leben als Prostituierte abgleitet oder gar dazu gezwungen würde. So verkaufte Sheila Alma an eine wohlhabende Familie. Sheila offenbart, dass sie mit ihren weit über 50 Jahren noch immer als Prostituierte arbeitet. Alma ihrerseits offenbart, dass im Alter von 12 Jahren von ihren Adoptiveltern weglief und in der Folge in der Prostitution landete.
Eines Nachts findet Alma bei Sheilas Sachen zwei Fotos, die ihre Mutter zeigen, einmal mit einem neugeborenen Kind und mit einem jungen Mann. Auf der Rückseite des Bildes steht „Sheila und Badong“, datiert auf das Jahr 1976. Alma erkennt durch die zeitliche Übereinstimmung, dass Sheila nicht gelogen hat und sie tatsächlich ihre Mutter ist. Alma wird von ihren Gefühlen übermannt und fühlt sich Sheila erstmals wirklich als ihrer Mutter nahe. Mutter und Tochter beginnen über ihr Leben als Prostituierte zu reden. Sheila bittet Alma darum, sie zu verlassen, wenn sie zurück in Manila sind, da sie nicht möchte, dass Alma sich für sie aufopfert, doch Alma lehnt dies ab. Schließlich spricht sie Sheila erstmals als „Mama“ an.
Schließlich wird Sheila von einem schweren neuen Alzheimer-Schub heimgesucht. Es offenbart sich, dass Sheila von Badong verlassen wurde. Als Alma in der Nacht schläft, verlässt Sheila sie. Sie will nicht, dass ihre Tochter ihr junges Leben aufopfert, um für sie zu sorgen. Alma muss erkennen, dass sie verlassen wurde und kehrt nach Manila zurück, wo sie weiter als Prostituierte arbeitet.

## Veröffentlichung
In Deutschland wurde der Film von der Busch Media Group synchronisiert veröffentlicht.